# Чха Мін Гю
Чха Мін Гю (кор. 차민규) — південнокорейський ковзаняр,  олімпійський медаліст.
Срібну олімпійську медаль Чха виборов на Пхьончханській олімпіаді 2018 року на дистанції 500 м. Він встановив олімпійський рекорд 34,42 секунди, але він протримався недовго — Говар Лорентсен побив його на 0,01 секунди.

## Зовнішні посилання
- Досьє на speedskatingnews [Архівовано 21 вересня 2019 у Wayback Machine.]

## Виноски
1. ↑  SpeedSkatingStats
2. ↑  Men's 500 metres results (PDF). Архів оригіналу (PDF) за 19 лютого 2018. Процитовано 6 квітня 2018. [Архівовано 2018-02-19 у Wayback Machine.]